# حیدر زورلو
حیدر زورلو (انگلیسی: Haydar Zorlu؛ زادهٔ ۴ مهٔ ۱۹۶۷) بازیگر تئاتر، بازیگر سینما، و بازیگر تلویزیون اهل آلمان است.